# Sainte-Monique
Sainte-Monique es un municipio canadiense situado en la provincia de Quebec.

## Superficie
Sainte-Monique tiene una superficie de 152,53 km².

## Demografía
En 2021, tenía 858 habitantes, una densidad poblacional de 5,6 hab./km², y 443 viviendas.